# 67 v.Chr.
Het jaar 67 v.Chr. is een jaartal volgens de christelijke jaartelling.

## Gebeurtenissen

### Italië
- In Rome wordt Gnaeus Pompeius Magnus door de Senaat aangesteld tot bevelhebber van het Romeinse leger (6 legioenen) in Asia en neemt het commando over van Lucius Licinius Lucullus.
- Julius Caesar trouwt Pompeia Sulla, de dochter van de dictator Lucius Cornelius Sulla.

### Palestina
- Aristobulus II (67 - 63 v.Chr.) volgt na een staatsgreep zijn moeder Salome Alexandra op als koning van de Joodse Hasmonese staat.
- Hyrcanus II vlucht naar het hof van de Nabateese koning Aretas III in Petra.

### Klein-Azië
- Mithridates VI verslaat de Romeinen in de Slag bij Zela en herovert Pontus.
- In Cilicië onderwerpt de Romeinse generaal Pompeius eindelijk de piraten en verplaatst hen naar het binnenland. Daar stichtten ze de stad Pompeiopolis. Dankzij de gratie van Pompeius wordt dit een welvarende handelskolonie.

## Overleden
- Salome Alexandra (~140 v.Chr. - ~67 v.Chr.), koningin van de Joodse Hasmonese staat (Israël) (73)